# بيت عطية (بني سعد)

تعديل مصدري - تعديل

بيت عطية هي إحدى قرى عزلة هواع بمديرية بني سعد التابعة لمحافظة المحويت، بلغ تعداد سكانها 151 نسمة حسب تعداد اليمن لعام 2004.